# Carabus glyptopterus
Carabus glyptopterus es una especie de insecto adéfago del género Carabus, familia Carabidae. Fue descrita científicamente por Fischer von Waldheim en 1828.
Habita en China, Mongolia y Rusia.